# Opsiphanes batea
Opsiphanes batea is een vlinder uit de familie Nymphalidae. De wetenschappelijke naam van de soort is voor het eerst geldig gepubliceerd in 1822 door Jacob Hübner.